# 킹스레이드
《킹스레이드》는 베스파에서 2017년 2월 16일 출시한 모바일 게임이다.